# Camiguinbulbyl
Camiguinbulbyl (Hypsipetes catarmanensis) är en fågelart i familjen bulbyler inom ordningen tättingar.

## Utbredning och systematik
Fågeln förekommer enbart på Camiguin Sur i södra Filippinerna. Den behandlas traditionellt som underart till Hypsipetes everetti, men urskiljs sedan 2016 som egen art av Birdlife International och IUCN, sedan 2021 även av tongivande International Ornithological Congress (IOC).

## Status
Arten kategoriseras av IUCN som nära hotad.